# Endré Koréh

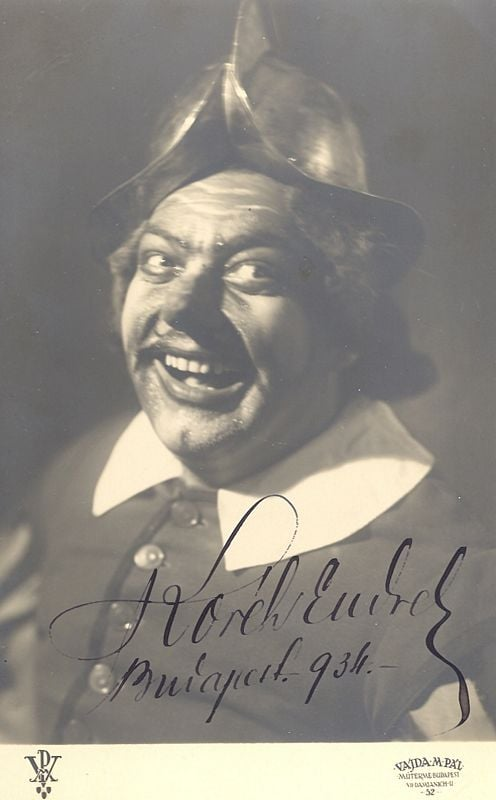
Endré Koréh

Endré Koréh (13. April 1906 in Sepsiszentgyörgy, damals Österreich-Ungarn – 21. September 1960 in Wien) war ein ungarisch-österreichischer Opernsänger der Stimmlage Bass. Er war Ensemblemitglied der Wiener Staatsoper und gastierte bei den Salzburger Festspielen und an internationalen Opernhäusern.

## Leben, Werk
Koréh wurde in Transsylvanien geboren, sein Geburtsort liegt heute in Rumänien. Er studierte an der Musikhochschule Budapest und debütierte an der Budapester Staatsoper. Es gibt unterschiedliche Angaben über seine erste Rolle dort, es war entweder 1929 der Sarastro in Mozarts Zauberflöte oder 1930 der  Sparafucile in Verdis Rigoletto. Danach war er mehr als ein Jahrzehnt neben Mihály Székely (1901–1963) der zweite Bassist des Hauses. Ab 1943 gastierte er an Wiener Staatsoper, im September 1946 wurde er in das Ensemble dieses Hauses aufgenommen und war dort bis zu seinem plötzlichen Tod im September 1960 in zahlreichen größeren und kleineren Rollen zu sehen und zu hören. Sein Rollenspektrum war breit, sein Bass war tief, so tief, dass er tiefsten Rollen seines Faches singen konnte – den Osmin in Mozarts Entführung aus dem Serail und die Wagner-Partien Fafner, Hunding und Hagen im Ring des Nibelungen. Als Paraderollen galten Herzog Blaubart (Bartók) und der Baron Ochs von Lerchenau (Richard Strauss), er überzeugte aber auch als Phillip II., Papst Pius IV., Kreon, König Marke und Fürst Gremin, im komischen Fach als Schweinefürst Kálmán Zsupán, als Bartolo in der Hochzeit des Figaro oder als Falstaff in den Lustigen Weibern von Windsor. Als Osmin (79 Vorstellungen) und Bartolo (89 Vorstellungen) war er ein unerlässliches Mitglied des berühmten Wiener Mozart-Ensembles.
Er gastierte international, sang bei den Salzburger Festspielen, an der Metropolitan Opera in New York, beim Glyndebourne Festival und in Florenz. Als Osmin gastierte er mit der Staatsoper auch in drei Vorstellungen in Paris, am Théâtre des Champs-Élysées. Koréh arbeitete mit berühmten Dirigenten zusammen, darunter Karl Böhm, Wilhelm Furtwängler und Josef Krips. Er war einer Reihe von Uraufführungen beteiligt. In der szenischen Uraufführung des Oratoriums Le vin herbé [Der Zaubertrank] des Schweizer Komponisten Frank Martin bei den Salzburger Festspielen 1948 übernahm er die Rolle des König Marke. Tristan und Isolde wurden gesungen von Julius Patzak und Maria Cebotari, die Brangäne von Hilde Zadek. 1953 sang er – wiederum in Salzburg – den Albert K. in der Uraufführung von Einems Kafka-Vertonung Der Prozess. Diese Inszenierung wurde danach an die Wiener Staatsoper übernommen. In der Uraufführung der Shakespeare-Vertonung Der Sturm von Frank Martin 1955 in Wien verkörperte er den Caliban. Noch drei Tage vor seinem Tod stand er als Schmidt in Andrea Chénier auf der Bühne der Wiener Staatsoper.